# Círculo Escéptico
De Círculo Escéptico (Nederlands: Sceptische Kring) is een Spaanse rationalistische non-profitorganisatie die ernaar streeft om paranormale claims, pseudowetenschap en bijgeloof wetenschappelijk te betwisten en kritisch denken en wetenschappelijk scepticisme te bevorderen.
De Círculo Escéptico werd in 2006 opgericht en is lid van de European Council of Skeptical Organisations (ECSO). Het is een van de twee grote sceptische organisaties in het land; de andere is ARP-SAPC.
Círculo Escéptico organiseert verscheidene Skeptics in the Pub-bijeenkomsten (Escépticos en el Pub) in Spanje. Jaarlijks reikt het de Prijs voor Journalistiek en Kritisch Denken uit aan wie die in de Spaanse media kritisch denken en wetenschappelijk scepticisme het meest heeft aangemoedigd.